# Edwin E. Moise
Edwin Evariste Moise (/m oʊ ˈ iː z / 22 décembre 1918 - 18 décembre 1998) est un mathématicien américain et un réformateur de l'enseignement des mathématiques. Après sa retraite des mathématiques, il devient critique littéraire de la poésie anglaise du XIXe siècle et fait publier plusieurs notes dans ce domaine.

## Jeunesse et éducation
Edwin E. Moise est né le 22 décembre 1918 à La Nouvelle-Orléans, en Louisiane,. Il est diplômé de l'Université Tulane en 1940. Il travaille comme cryptanalyste et traducteur japonais pour le Bureau du chef des opérations navales pendant la Seconde Guerre mondiale,.
Il obtient son doctorat en mathématiques de l'Université du Texas en 1947. Sa thèse s'intitule "Un continuum indécomposable qui est homéomorphe à chacun de ses sous-continus non dégénérés", un sujet de la théorie du continuum, et est écrite sous la direction de Robert Lee Moore. Dans sa thèse, Moise invente le terme pseudo-arc,.

## Carrière
Moise enseigne à l'Université du Michigan de 1947 à 1960. Il est professeur "James B. Conant" d'éducation et de mathématiques à l'Université Harvard de 1960 à 1971. Il occupe un poste de professeur au Queens College, City University of New York de 1971 à 1987,.
Moise commence à travailler sur la topologie des 3-variétés à l'Université du Michigan. De 1949 à 1951, il occupe un poste à l'Institute for Advanced Study au cours duquel il prouve le théorème de Moise selon lequel chaque variété 3 peut être triangulée d'une manière essentiellement unique.
Moise rejoint le School Mathematics Study Group à ses débuts en 1958, en tant que membre de l'équipe de rédaction de la géométrie. L'équipe produit plusieurs plans de cours et exemples de pages pour un cours de géométrie de 10e année, puis Moise et Floyd L. Downs écrivent un manuel de géométrie, basé sur l'approche de l'équipe, qui est publié en 1964. Le manuel utilise des postulats métriques au lieu des postulats d'Euclide, une approche controversée soutenue par certains mathématiciens tels que Saunders Mac Lane mais refusée par d'autres tels qu'Alexander Wittenberg et Morris Kline.
Moise est président de la Mathematical Association of America, vice-président de l'American Mathematical Society, membre de l'Académie américaine des arts et des sciences et membre du comité exécutif de la Commission internationale de l'enseignement mathématique,.
Moise prend sa retraite du Queens College en 1987 et commence une deuxième carrière en étudiant la poésie anglaise du XIXe siècle. Il fait publier six courtes notes de critique littéraire.
Au milieu et à la fin des années 1960, Moise est parmi les rares membres de la faculté senior de l'Université de Harvard qui s'opposent fermement et publiquement à la guerre du Vietnam.
Moise est décédé à New York le 18 décembre 1998, à l'âge de 79 ans,.

## Publications
- Edwin E. Moise, Elementary Geometry from an Advanced Standpoint, Boston, Addison-Wesley, 1990 (1re éd. 1963) (ISBN 978-0-201-50867-3)
- Edwin E. Moise et Floyd L. Downs, Geometry, Reading, MA, Addison Wesley Publishing Company, 1991 (1re éd. 1964) (ISBN 978-0-201-25335-1, lire en ligne )
- Edwin E. Moise, The Number Systems of Elementary Mathematics; Counting, Measurement, and Coordinates, Reading, MA, Addison-Wesley, 1966 (OCLC 359171)
- Edwin E. Moise, Calculus, Reading, MA, Addison-Wesley, 1972 (1re éd. 1967) (OCLC 363809, lire en ligne )
- Edwin E. Moise, Geometric Topology in Dimensions 2 and 3, New York, New York : Springer-Verlag, 1977 (ISBN 978-0-387-90220-3)
- Edwin E. Moise, Introductory Problem Courses in Analysis and Topology, Berlin, Springer-Verlag, 1982 (ISBN 978-0-387-90701-7)